# Colline de Mousson
La colline de Mousson, également appelée butte de Mousson, est une butte-témoin située principalement au sein de la commune de Mousson, dans le département de Meurthe-et-Moselle, à proximité de la ville de Pont-à-Mousson. La colline culmine à 381 mètres d'altitude. Le sommet est occupé par les ruines du château de Mousson.

## Géographie

### Géologie
La colline est une butte-témoin qui fait géologiquement partie des côtes de Moselle. Elle est constituée de calcaires bajociens au sommet, qui reposent sur des marnes et schistes du Toarcien surmontant eux-mêmes une base de grès et marnes pliensbachiens.

## Histoire
Un site d'enfouissement de déchets y a été ouvert en 2022.

## Lieux d’intérêts
- Château de Mousson
- Chapelle des Lumières